# Qasba de los Udayas
La Qasba de los Udayas (en árabe قصبة الأوداية , Qasba al-Uday) es una alcazaba de Rabat, Marruecos. Se encuentra situada en la desembocadura del Bu Regreg, el río que divide la ciudad de Rabat con la vecina Salé. Antigua fortaleza militar construida a partir del siglo XIII, el tramo de la alcazaba actual se remonta al imperio almohade, cuando capturaron la ciudad los almorávides y destruyeron la anterior fortificación. Después de haber cambiado de usos y de haber sido reconstruida y rehabilitada durante las últimas décadas, la Alcazaba fue proclamada, el año 2012, Patrimonio de la Humanidad por la UNESCO. En la alcazaba se encuentra uno de los primeros palacios construidos por la dinastía alauí, que todavía reina en el país, así como la famosa puerta monumental Bab el-Kébir (en árabe الباب الكبير, «la gran puerta»).

## Historia

### Periodo almohade
Las edificaciones más antiguas de la actual alcazaba se remontan al período del imperio almohade (1121-1269), cuando estos ocuparon Rabat y destruyeron la anterior alcazaba que había edificado la dinastía almorávide. Hasta ese momento, los almorávides habían fortificado la zona con el objetivo de combatir los bereberes Barghawata de la zona, construyendo un ribat o monasterio-fortaleza. La reconstrucción de la alcazaba a manos de los almohades se produjo alrededor del 1150 (554 del año de la Hégira). Es entonces cuando estos tuvieron que erigir un palacio y una mezquita, llamada al-Mahdiyya en honor a su ideólogo, el Mahdí Ibn Tumart. Durante este periodo, la Alcazaba también sirvió de base para los ejércitos almohades que partían hacia la conquista del Ándalus. Por otra parte, los efectos de su reinado sobre la ciudad de Salé se dejaron sentir sobre la conversión de la necrópolis de Chellah en una real. Con la muerte del califa Yaqub al-Mansur, el 1199, la Alcazaba quedó desierta. De este periodo de esplendor queda como testimonio la puerta monumental Bab el-Kébir, ubicada en la entrada oeste de la fortaleza, y que es un emblema de la arquitectura del país durante la dinastía almohade.

### La República de Salé
En 1609, el rey Felipe III de Castilla expulsó casi un millón de moriscos de la península ibérica, 2.000 de los cuales llegan a Rabat para instalarse en la alcazaba. Con el tiempo, los recién llegados inician una revuelta y devienen independientes, dando pie al nacimiento de la conocida como República de Salé (también conocida como República de Bu Regreg), que se extiende del 1621 al 1647. La república se convirtió en un activo centro comercial que atrajo otros andalusíes así como «renegados» europeos, judíos y comerciantes cristianos. Principalmente, se dedicó a la piratería en el área del estrecho de Gibraltar, fustigando las costas de Ceuta y Andalucía, a menudo en convivencia con el Imperio otomano. 

### La alcazaba durante el reinado alauí
Durante la segunda mitad del siglo XVIII, la dinastía alauí emprende una tarea de habituación y reconstrucción de la alcazaba, concentrada entre los años 1757 y 1789, y entre el 1790 y el 1792. Fue durante este periodo que se hizo construir uno de los sus primeros palacios.
No fue hasta el siglo XIX, sin embargo, que la alcazaba acabó recibiendo su nombre actual, con la instalación de la tribu de los udayas. En efecto, en 1833, esta tribu surgida del Sahara se desplazó hacia el norte en un claro conflicto con la dinastía alauita. A Fez, el sultán Abd ar-Rahmán ibn Hisham los vence y acaba acordando su desplazamiento hacia el entorno de Rabat, donde serán finalmente instalados en la alcazaba.